# Supercopa do Brasil de Futebol Sub-20 de 2017
A Supercopa do Brasil de Futebol Sub-20 de 2017 foi a primeira edição desta competição. O confronto foi entre o campeão brasileiro Cruzeiro e o campeão da Copa do Brasil Atlético Mineiro. O Cruzeiro conquistou a taça após vencer nos penaltis por 4-2, depois um empate em 0–0 no jogo de ida e 2–2 no jogo da volta.

## Participantes
| Clube            | Estado       | Classificação                                   | Participação |
| ---------------- | ------------ | ----------------------------------------------- | ------------ |
| Cruzeiro         | Minas Gerais | Campeão do Campeonato Brasileiro Sub-20 de 2017 | 1°           |
| Atlético Mineiro | Minas Gerais | Campeão da Copa do Brasil Sub-20 de 2017        | 1°           |

## Final

### Jogo de Ida
| 18 de Novembro de 2017 | Atlético Mineiro | 0 – 0          | Cruzeiro | Independência, Belo Horizonte                       |
| 21:45 (UTC-3)          |                  | Súmula Borderô |          | Público: 2,240 Árbitro: Emerson de Almeida Ferreira |

### Jogo de Volta
| 23 de Novembro de 2017 | Cruzeiro                  | 2 – 2  | Atlético Mineiro         | Independência, Belo Horizonte  |
| 19:00 (UTC-3)          | Vitinho 40' · Cesinha 88' | Súmula | Marco 24' · Welinton 84' | Árbitro: Igor Junio Benevenuto |

|                                  |       | Penalidades                    |  |
| Juninho Vander João Luiz Eduardo | 4 − 2 | César Nathan Daniel Penha Ruan |  |

## Premiação
| Supercopa do Brasil Sub-20 de 2017 |
| Minas Gerais                       |
| ---------------------------------- |
| CRUZEIRO Campeão (1º título)       |